# Збірна Бурунді з футболу
Збі́рна Бурунді з футбо́лу — команда, яка представляє Бурунді на міжнародних турнірах і матчах з футболу. Керівна організація — Федерація футболу Бурунді.

## Чемпіонат світу
- 1930–1990 — не брала участі
- 1994 — не пройшла кваліфікацію
- 1998 — вийшла із змагань під час кваліфікації
- 2002 — відмовилась від участі
- 2006–2014 — не пройшла кваліфікацію

## Кубок Африки
- 1957–1974 — не брала участі
- 1976 — не пройшла кваліфікацію
- 1978 — не брала участі
- 1980 — відмовилась від участі
- 1982–1992 — не брала участі
- 1994 — не пройшла кваліфікацію
- 1996 — не брала участі
- 1998 — відмовилась від участі
- 2000–2017 — не пройшла кваліфікацію
- 2019 — груповий етап
- 2021 — не пройшла кваліфікацію
- 2023 — не пройшла кваліфікацію